# 圣巴斯弟盎圣殿 (萨尔瓦多)
圣巴斯弟盎圣殿 是一座罗马天主教宗座圣殿，属于本笃会修道院 (Mosteiro de São Bento)，位于巴西萨尔瓦多的9月7日大道（Sete de Setembro Avenue），圣伯多禄堂区（Sao Pedro）。这是美洲的第一座修道院。
1982年，该堂由若望保禄二世升格为宗座圣殿。
1938年，圣巴斯弟盎圣殿被列为巴西国家历史遗产。 1985年，成为世界遗产萨尔瓦多历史中心的一部分。

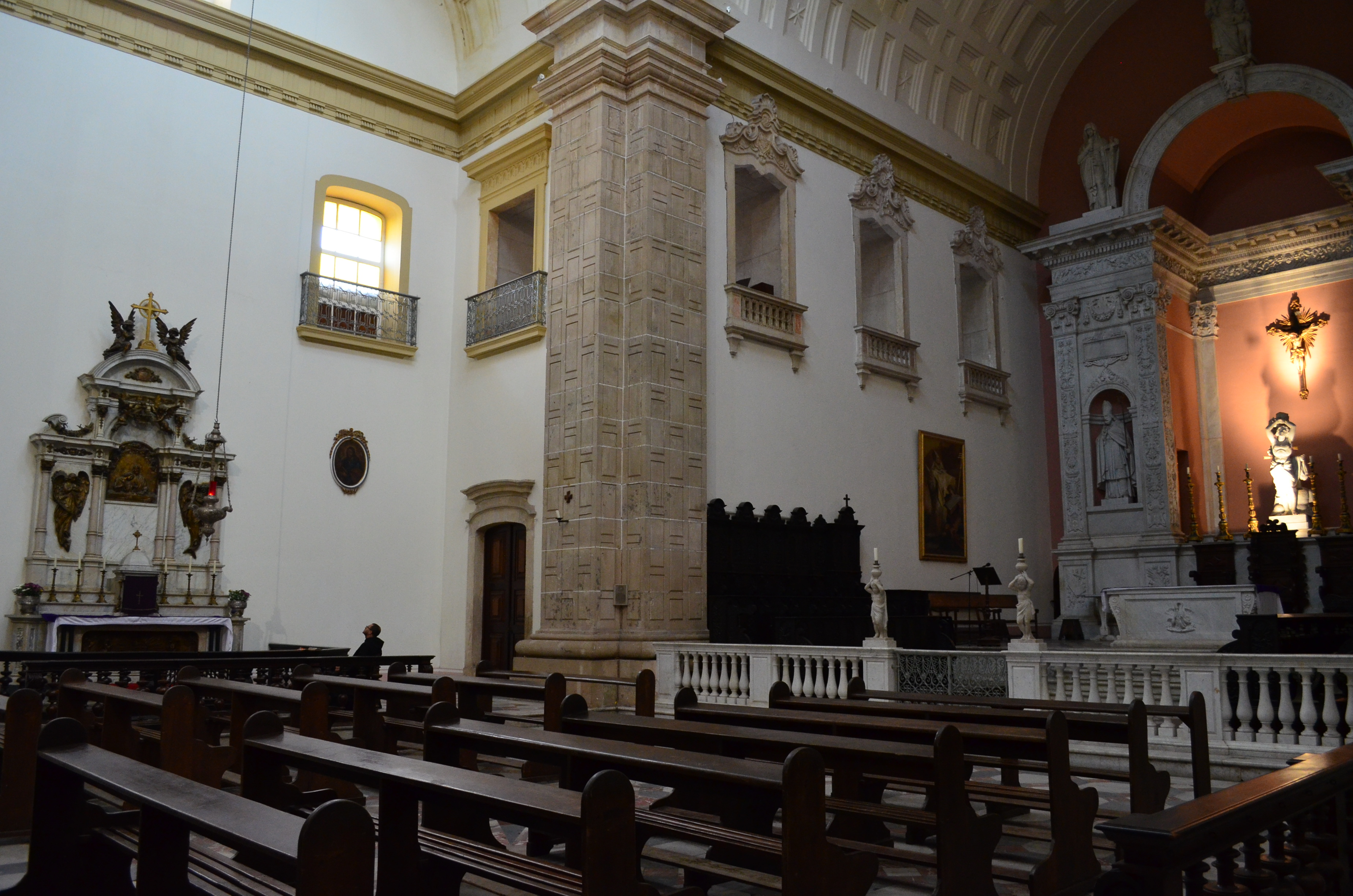
Internal View